# Kedungjati (Sempor)
Kedungjati is een bestuurslaag in het regentschap Kebumen van de provincie Midden-Java, Indonesië. Kedungjati telt 2587 inwoners (volkstelling 2010).